# Hostînne, Bilopillea
Hostînne (în ucraineană Гостинне) este un sat în așezarea urbană Jovtneve din raionul Bilopillea, regiunea Sumî, Ucraina.

## Demografie
Componența lingvistică a localității Hostînne
     Ucraineană (92,59%)
     Rusă (7,41%)
Conform recensământului din 2001, majoritatea populației localității Hostînne era vorbitoare de ucraineană (92,59%), existând în minoritate și vorbitori de rusă (7,41%).